# Jorge Arce
Jorge Armando Arce Armenta, conocido como Jorge El Travieso Arce (Los Mochis, Sinaloa, 27 de julio de 1979) es un exboxeador mexicano. El 15 de diciembre de 2012 anuncia su retiro, luego de perder por KO en el tercer asalto contra el Filipino Nonito Donaire, pelea donde se disputaba el título supergallo de la WBO. Pero regresó el 16 de noviembre de 2013 derrotando a José Carmona. Finalmente se retira el 4 de octubre de 2014 al perder por KO técnico contra Jhonny González en el décimo asalto.

## Boxeo
Arce se convirtió en profesional a la edad de 16 años, que ganó sus primeras cuatro peleas. Arce pierde en el futuro con el campeón Omar Romero, a raíz de esa derrota el nativo de Los Mochis, Sinaloa se fue a vivir a Tijuana y ahí bajo el entrenamiento de José Moralito y con el apoyo de Erik Morales empezó una nueva era de su carrera llegando a ser campeón del mundo de la mano de los Morales y de Fernando Beltran, tiempo después dejaría a Fernando Beltran y a José Morales para que Erik Morales se encargara de su carrera y lo llevara a disputar su segundo título mundial contra Sam Choi Yo. En 2005 terminó la relación de trabajo y amistad con Erik Morales.
Se recuperó de ese revés con cuatro victorias consecutivas, ganando su primera oportunidad por el título mundial el 4 de diciembre de 1998 contra Juan Domingo Córdoba para la WBO del peso mosca jr. Arce ganó la pelea y se convirtió en un campeón mundial a la edad de 19 años.
Después de realizar una exitosa defensa de su título, Arce señaló a una gran pelea de dinero en Tijuana contra el tres veces excampeón Michael Carbajal el 31 de julio de 1999. Arce fue por delante en las tarjetas de los tres jueces después de 10 rondas, pero en el 11, el veterano Carbajal conectado con un derechazo imponente y capturó la corona a través de un nocaut técnico, ya que Arce no pudo continuar.
Después de una ausencia de cuatro meses, Arce regresó al ring y ganó un cinturón de la OMB regionales, mientras trabajaba el camino de vuelta en la clasificación para otra oportunidad por el título. Eso ocurrió el 20 de octubre de 2001, cuando derrotó a Juanito Rubillar en el ínterin del CMB versión del título de peso mosca ligero. Nueve meses después, venció a Sam Choi Yo-, el actual campeón que había estado fuera por una lesión, para tener clara distinción. Mantuvo el título hasta el verano de 2005 antes de renunciar a subir de peso.

## Grandes peleas

### Pelea con Castro
El 24 de abril de 2004, Arce defendió exitosamente su título contra el excampeón de Melchor Cob Castro, en Tuxtla Gutiérrez, Chiapas. Arce había derrotado a Castro en mayo de 2003, pero la pelea fue cancelada después de seis rondas, debido a un choque de cabezas que hirió a Arce. La lucha fue a los cuadros de mando y Arce ganó un estrecho, pero controversial, decisión. Él no dejó ninguna duda en la revancha, golpeando a Castro en la quinta ronda.

### Pelea con Rubillar
El 4 de septiembre de ese mismo año, retuvo el título con una decisión a doce asaltos en una revancha contra Rubillar. La pelea causaría cierta controversia más adelante, cuando el representante de Rubillar acusa los jueces del combate de robar la pelea, para posteriormente ofrecer a Arce 100.000 dólares para una nueva revancha que se celebrará en Argentina.
Arce defendió su título una vez más, el 18 de diciembre, derrotando a Juan Centeno por un KOT en la tercera ronda. Entonces decidió probar suerte en la división de peso mosca (112 libras).

### Pelea con Hussein Hussein
Arce dejó de Hussein Hussein, en la 10 ª ronda de una lucha por el derecho a impugnar Pongsaklek Wonjongkam por su WBC título de peso mosca. Más tarde renunció a su corona de peso mosca ligero, y fue acompañado por el CMB con Ángel Priolo el 30 de julio por su título interino después de Wonjongkam sufrido una lesión. Arce anotó un KOT en el tercer asalto ganar en la pelea, celebrada en La Paz, México.
A la espera de luchar Wongjongkam, Arce permanecido ocupado por rematching Hussein el 8 de octubre en Las Vegas. Retuvo su título interino del CMB con un nocaut en la segunda ronda.
En su próxima pelea, Arce derrotó a Rivas en una revancha.

### Pelea con Álvarez
El 8 de abril de 2006, Arce tomó la bien considerada, el ex WBA peso paja del mundo y campeón de peso mosca Rosendo Álvarez de Nicaragua, golpeando Álvarez en el sexto asalto en una pelea no-título. El 23 de septiembre de 2006, se trasladó a la división de peso supermosca donde venció al excampeón del peso mosca Masibulele "Hawk" Makepula por nocaut cuarta ronda (que, de acuerdo con la HBO comentaristas, que había pronosticado anteriormente).El 27 de enero de 2007, Argentina derrotó a Julio Ler en una ronda de la decisión 12, lo que les valió el # 1 súper mosca del CMB el ranking.

### Pelea con Mijares
El 14 de abril de 2007, perdió una decisión unánime a 12 asaltos contra Cristian Mijares en San Antonio, Texas. Mijares ganó la pelea por un amplio margen, con una puntuación oficial de 119-109, 118-110, 117-111 puntos, todos a favor de Mijares.
El 1 de diciembre de 2007, Arce venció al excampeón del peso mosca Medgoen Singsurat por nocaut técnico en la primera ronda.

### Pelea con Lookmahanak
El 17 de mayo de 2008, en una lucha muy estrecha, Arce (49-4-1, 37 KOs) superó Devid Lookmahanak de Tailandia (18-2, 9 KOs) con una decisión mayoritaria en el evento principal en el Monumental Plaza de Aguascalientes Aguascalientes, México. Con un lleno total de 18.000 aficionados animando a él, Arce tuvo que cavar hondo y trabajar duro para sacar más allá de la una vez derrotado Lookmahanak, quien resultó ser un juego muy zurdo y rara vez se dio un paso atrás. La diferencia en la lucha, que también dio la victoria Arce, fue una caída en la séptima ronda. Las puntuaciones fueron 115-113, 115-114 y 114-114. Sin el punto extra para el derribo, la lucha habría sido anotó el empate. La pelea fue un eliminador de un tiro en el WBC título de peso súper mosca. Arce se mueve a una revancha con Cristian Mijares, quien a principios de la AMB capturado la versión del título con una victoria sobre los puntos de Alexander Muñoz.
El 15 de septiembre de 2008, Arce ganó el título de peso mosca de la AMB interino super titular de Rafael Concepción.
Arce criticó Isidro García, el 1 de noviembre de 2008, a través de (48 segundos del) 4 ª ronda nocaut técnico para un cinturón de peso súper mosca. Mejoró a 51-4-1, con 38 victorias dentro de la distancia, mientras que García, que ha perdido 3 de sus últimas 4 peleas, cayó a 25-6-2.

### Derrotas con Darchinyan y Nongqayi
El 7 de febrero de 2009, Arce fue derrotado por el campeón indiscutible de peso súper mosca Vic Darchinyan.
Arce peleó con Simphiwe Nongqayi el 15 de septiembre de 2009 para la FIB peso mosca super título que quedó vacante recientemente por Darchinyan. Sin embargo, terminó perdiendo por decisión unánime.

### Tricampeón y Tetracampeón Mundial
Arce derrotó a Indonesia Angkota Angky el 30 de enero de 2010, ganando el título vacante de la OMB peso gallo junior.
El 24 de abril de 2010, Arce derrotó por KOT en 8 episodios al también mexicano Cecilio "Boga" Santos, en lo que se conoció como la "Batalla del Yaqui" y en la que fue pelea eliminatoria de peso gallo del OMB. Con esta victoria, el "Travieso" enfrentariá al puertorriqueño Eric Morel por el título interino de peso gallo de la OMB cuyo campeón absoluto es Fernando Montiel pero esto no se concretó debido a que el nativo de Los Mochis se retiró de la pelea unas semanas de antelación debido a un corte que recibió,
En su próxima pelea, el 31 de julio de 2010, Arce peleó contra el mexicano Martín "El Gallo" Castillo, en el Palenque de la Feria en Tepic, Nayarit, México. El nativo de Los Mochis ganó el combate por KO en la primera ronda.

### Pentacampeón Mundial
El mexicano Jorge "Travieso" Arce noqueó al invicto puertorriqueño Wilfredo Vázquez jr. en el último asalto de 12 y se convirtió en el segundo mexicano en ganar cuatro títulos mundiales en diferente peso (3 absolutos y 1 interino).
Arce impuso su determinación y empuje para doblegar a Vázquez jr. y arrebatarle el campeonato supergallo de la Organización Mundial de Boxeo.

### Donaire vs Arce
El 15 de diciembre de 2012 se enfrentaría contra el campeón filipino Nonito Donaire, por el título de la WBO de la categoría supergallo. Durante el combate, el filipino iba dominando la pelea, hasta que el tercer asalto, un sorpresivo golpe de Donaire envía a Jorge a la lona, levantándose inmediatamente; finalizando el asalto, otro golpe fuerte puso en malas condiciones al mexicano, y fue enviado de nuevo a la lona; luego de ponerse de pie, Donaire se abalanzó contra él, y logró conectar un potente golpe de izquierda al mentón de Arce, lo que hizo que este volviera a caer, y ya no levantarse, por lo que el réferi determinó una victoria para el filipino por KO. Luego de la pelea, en entrevista, Arce dijo que esa era su última pelea y anunciaba su retiro del boxeo.

### Regreso a los cuadriláteros
La leyenda mexicana decidido de que aún podía ganar otro título del mundo decidió regresar para buscar la sexta corona, regresó en 2013 contra José Carmona quien derrotó por nocaut, peleó también contra el retirado Jorge Lacierva a quien derrotó por TKO.

### Jonhy Gonzáles vs Jorge Arce
Decidido de que tenía mucho por dar, gracias a una gran gestión por parte de las promotoras se le dio el permiso a Arce para poder pelear para Televisa en busca de su sexta corona frente al campeón Mexicano Jonhy Gonzáles en la categoría de peso pluma para poner en juego su título del CMB, finalmente la pelea se desarrolló en los mochis en el centro de usos múltiples, donde Arce a pesar del corazón y las ganas que le caracterizan no mostró ningún argumento boxístico para ganar ya que este no es su peso ideal, dando una pobre demostración que reafirmó lo visto ante Donnaire que Arce ya no tenía nada que hacer en el boxeo, Arce durante los 11 asaltos fue superado por mucho perdiendo por tko en el asalto 11 después de tirar varias veces el protector bucal el referí detuvo la pelea, Jonhy Gonzales admitió que fue comprensivo con la leyenda Mexicana y se despidió así en definitiva de los cuadriláteros el mochitense 5 veces Campeón Jorge Arce.

## Títulos Mundiales
- Campeón mundial de peso minimosca de la OMB
- Campeón mundial de peso minimosca del CMB
- Campeón mundial interino de peso mosca del CMB
- Campeón mundial interino de peso supermosca de la AMB
- Campeón mundial de peso supermosca de la OMB
- Campeón mundial de peso supergallo de la OMB
- Campeón mundial de peso gallo de la OMB

Títulos Internacionales
- Campeón Fedecentro peso minimosca de la AMB
- Campeón NABO peso minimosca de la OMB
- Campeón Mundial Juvenil peso minimosca del CMB
- Campeón Latino peso gallo del CMB
- Campeón Internacional peso supermosca de la FIB

## Fuera del ring

### Televisión
Hacia finales de 2003, participó en la versión de Televisa del Gran Hermano Big Brother VIP donde participan artistas famosos. Quedó en tercer lugar, luego fue el entrenamiento para su próxima defensa, contra el excampeón del mundo Joma Gamboa el 10 de enero del año siguiente. Arce invitó a sus amigos de Big Brother VIP a la pelea con Gamboa, su primera pelea de 2004, que ganó por nocaut en el segundo asalto. Sin embargo, durante y después de la pelea, sobrevino el caos. Uno de sus amigos, la actriz Arlette Pacheco, fue expulsada de la silla por otra persona. Verónica Castro fue perseguida por la prensa cuando ella estaba tratando de salir del sitio de la pelea, tardando más de dos horas en llegar al estacionamiento del lugar.
Arce ha ganado algo de popularidad fuera del ring, así, actuando en varios sketches cómicos de Televisa y participar en Bailando por un sueño, donde él y un participante del programa llegaron al octavo lugar de un total de nueve parejas. También ha sido comentarista de boxeo para la cadena TV Azteca en Box Azteca.
De acuerdo con HBO, la novia de Arce le está enseñando a hablar inglés con el fin de mejorar su comercialización en los Estados Unidos (donde las divisiones ligero generalmente no son seguidos por el público).
En 2009 El Travieso aparece en el videojuego Fight Night Round 4 junto con Érik Morales, Marco Antonio Barrera, Fernando Montiel, Julio César Chávez, entre otros grandes de la historia.
En 2012 el boxeador participó en el reality show de supervivencia de TV Azteca llamado La Isla, el reality, donde sorpresivamente permaneció muy corto tiempo siendo el 4.° eliminado del reality.
En 2016; Arce se encuentra en un conflicto legal acusado de cometer una presunta agresión sexual contra una mujer del condado de Orange, California.
En 2017, "El Travieso" participó en el reality show de TV Azteca denominado Exatlón México primera temporada.
Dos años más tarde fue participante del reality show de televisión de Canal 5 Inseparables, amor al límite en la primera temporada junto a su esposa.
En 2023 es invitado a participar en el reality show de cocina más famoso de México: MasterChef Celebrity, de nueva cuenta para TV Azteca.

### Reality Show
| Año  | Título                       | Notas                |
| ---- | ---------------------------- | -------------------- |
| 2023 | MasterChef Celebrity         | 8.º eliminado        |
| 2019 | Inseparables: amor al límite | 7.º / 4.º eliminados |
| 2017 | Exatlón México               | 7.º eliminado        |
| 2012 | La Isla, el reality          | 4.º desterrado       |
| 2009 | El gran desafío              | 4.º finalista        |
| 2006 | Bailando por un sueño        | 2.º eliminado        |
| 2003 | Big Brother VIP 2            | 3.er finalista       |

## Carrera como cantante
En 2010 el Travieso después de participar en el programa El gran desafío, realizado en 2009, intenta ser un cantante profesional, claro sin dejar el boxeo, pero en enero del 2011, se retiró del canto debido a las grandes críticas de la multitud.